# 910 (szám)
A 910 (római számmal: CMX) egy természetes szám.

## A szám a matematikában
A tízes számrendszerbeli 910-es a kettes számrendszerben 1110001110, a nyolcas számrendszerben 1616, a tizenhatos számrendszerben 38E alakban írható fel.
A 910 páros szám, összetett szám, Harshad-szám, boldog szám. Kanonikus alakban a 21 · 51 · 71 · 131 szorzattal, normálalakban a 9,1 · 102 szorzattal írható fel. Tizenhat osztója van a természetes számok halmazán, ezek növekvő sorrendben: 1, 2, 5, 7, 10, 13, 14, 26, 35, 65, 70, 91, 130, 182, 455 és 910.
Huszonkétszögszám.